# Monasterio Esfigmenu

Monasterio Esfigmenu en el Monte Athos.

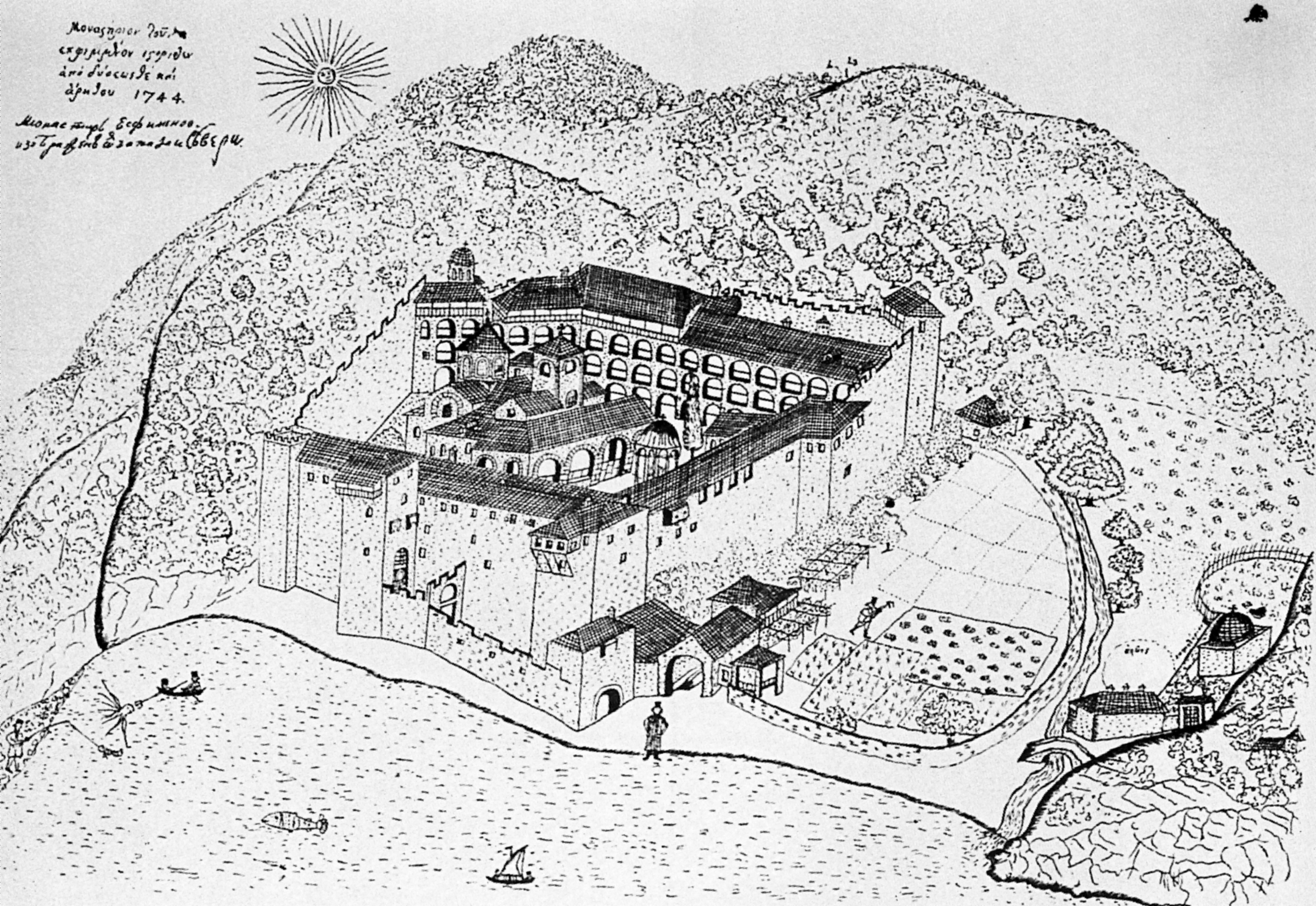
Dibujo del monasterio realizado por Vasil Grigorovich-Barsky en 1744.

El Monasterio Esfigmenu (en griego, Εσφιγμένου) es un monasterio ortodoxo del Monte Athos. Es el decimoctavo en la jerarquía que rige los 20 monasterios de la comunidad monástica del Monte Athos. 
La existencia de un monasterio con este nombre se remonta al siglo X. Sufrió ataques piratas que provocaron fases históricas en las que quedó abandonado. El katholikón, que está dedicado a la Ascensión de Jesús, fue edificado a principios del siglo XIX en el lugar donde había otro más antiguo. Posee una destacada colección de iconos bizantinos y posbizantinos. También tiene una biblioteca con importantes manuscritos. 
Después de las reuniones que tuvieron lugar a partir de 1964 entre el papa católico Pablo VI y el patriarca Atenágoras I en el que se revocaron mutuamente los decretos de excomunión, los monjes de este monasterio han sido unos férreos opositores al ecumenismo.
Por este motivo, desde 1971 se ha desatado un conflicto entre el monasterio de Esfigmenu y el patriarcado de Constantinopla. En 2002 el órgano comunitario de gobierno del Monte Athos y el patriarca Bartolomé I declararon cismáticos a los antiguos monjes, les ordenaron que desalojaran el monasterio, y nombraron una nueva fraternidad de monjes, pero los monjes que permanecían en el monasterio se han resistido repetidas veces a abandonarlo. Por ello, la nueva fraternidad no reside en el monasterio sino en Karyes.